# Enverinament DNS
L'enverinament de la memòria cau DNS o contaminació de la memòria cau del DNS (DNS cache poisoning o DNS cache pollution en anglès) és una tècnica per enganyar els servidors de DNS, fent-los creure que estan rebent una sol·licitud vàlida quan en realitat és fraudulenta. Una vegada que s'ha enverinat el servidor DNS, la informació és a la memòria cau, fent així vulnerables tots els usuaris del servidor. Aquest tipus d'atac permet, per exemple, enviar un usuari a un web fals, el contingut del qual pot ser usat en phishing (en el cas del DNS, es denomina pharming) o com a vector de virus i d'altres aplicacions malicioses.
Per accedir a Internet un ordinador sol utilitzar un servidor de DNS operat pel seu ISP. Aquest servidor DNS es limita principalment als usuaris de l'ISP i la seva memòria cau conté algunes de les informacions retornades anteriorment. Un atac d'enverinament en un únic servidor DNS de l'ISP pot afectar tots els seus usuaris, directament o indirecta, si els servidors esclaus s'ocupen de propagar la informació.